# Kritklippor på Rügen
Kritklippor på Rügen (tyska: Kreidefelsen auf Rügen) är en oljemålning av den tyske konstnären Caspar David Friedrich från 1818. Den ingår i Kunst Museum Winterthurs samlingar i Winterthur i Schweiz. Friedrich utförde även en akvarellversion på samma tema 1824–1826 som ägs av Museum der bildenden Künste i Leipzig.
Friedrich var den tyska romantikens stora namn i bildkonsten. Han målade framför allt storslagna landskap präglade av melankoli och svårmodig stämning. Året 1818 var en konstnärlig höjdpunkt för Friedrich; förutom Kritklippor på Rügen målade han även Vandraren över dimhavet. Båda har det gemensamt att de avbildar kontemplerande personer som vänder ryggen mot åskådaren och blickar ut över ett stämningsfullt landskap. I denna målning öppnar Friedrich ett oändligt och spänningsladdat rum där det är fritt fram för känslorna. De båda männens uttrycker starka känslor av fruktan respektive längtan. 
Friedrich gifte sig i januari 1818 med Christiane Caroline Bommer. På deras bröllopsresa reste de till Neubrandenburg och Greifswald för att besöka släktingar. En utflykt med Friedrich bror Christian till klippkusten Stubbenkammer på Jasmund (en del av Rügen) inspirerade honom till denna målning.

## Bilder

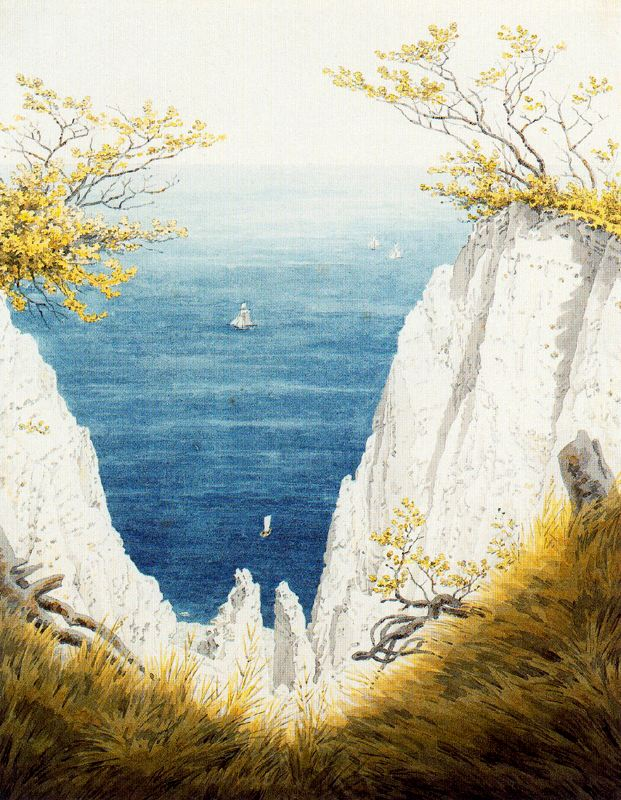
Akvarellversion (1824–1826). Dimensioner: 32x25 cm. Museum der bildenden Künste i Leipzig.
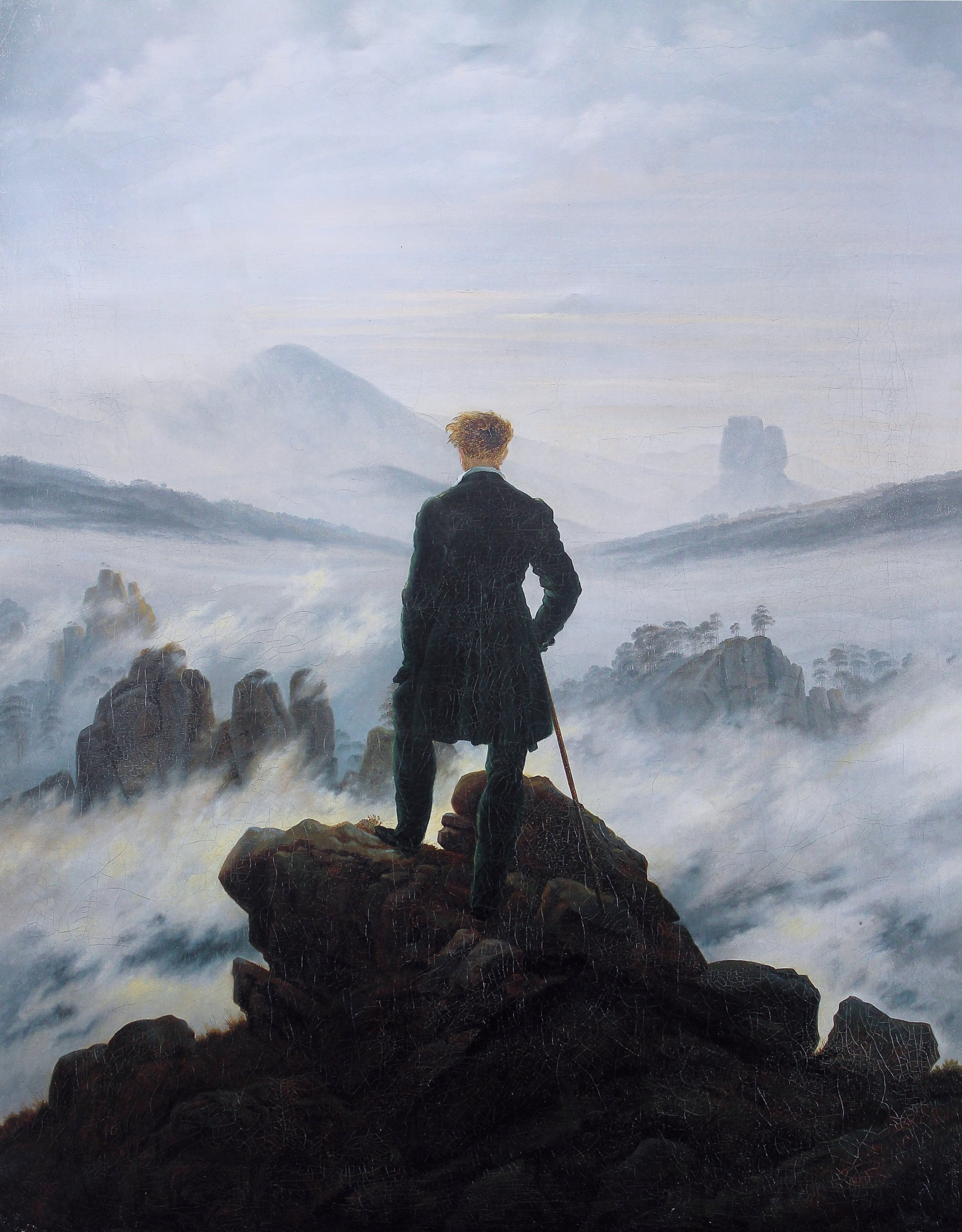
Friedrichs Vandraren över dimhavet (1818). Hamburger Kunsthalle.
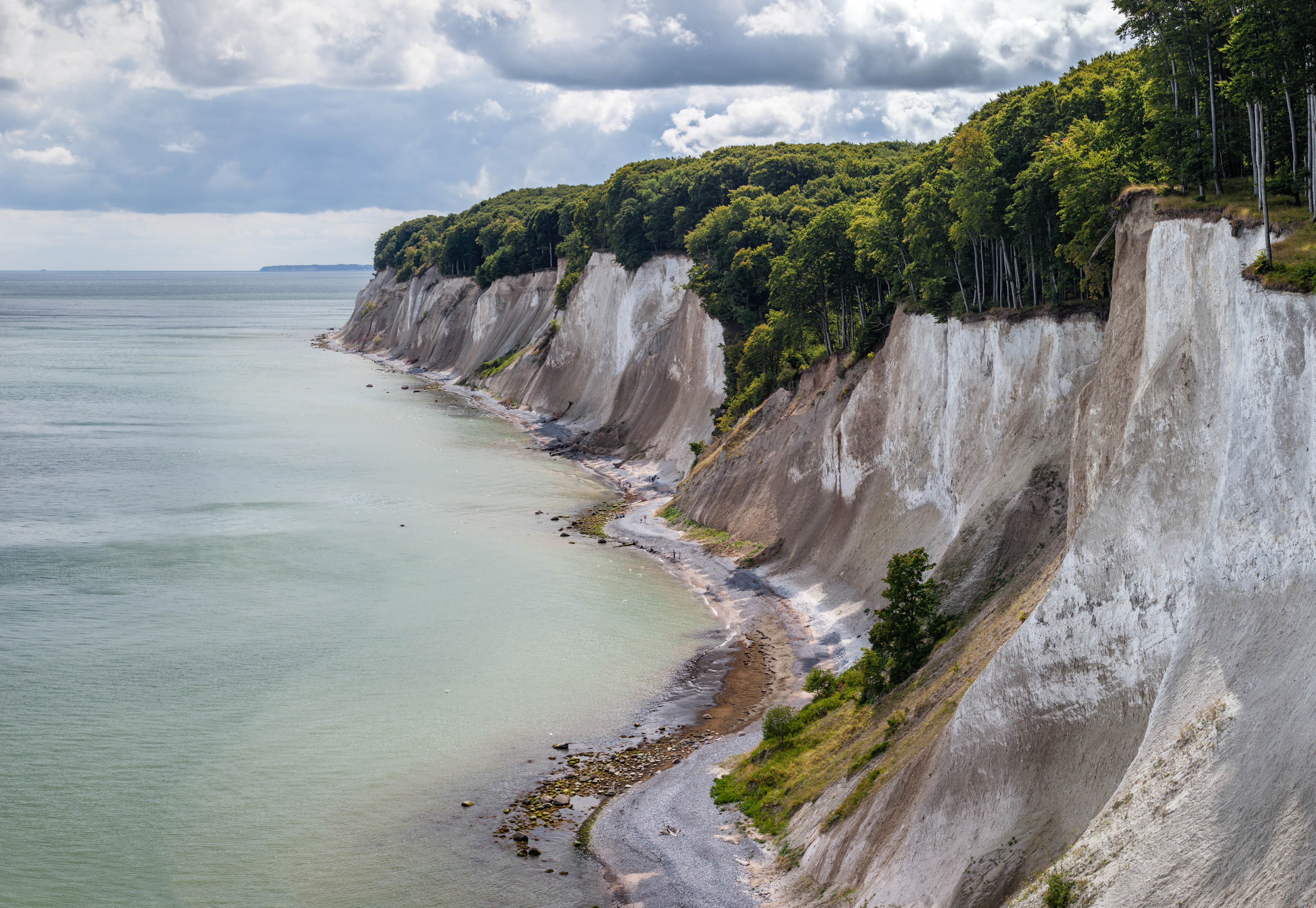
Fotografi över klippkusten vid Jasmunds nationalpark.